# Marco Neumann
Marco Neumann (* 1. März 1988 in Magdeburg) ist ein ehemaliger deutscher Ruderer.

## Leben
Bei den Junioren-Weltmeisterschaften 2006 in Amsterdam erreichte er im Vierer ohne Steuermann eine Silbermedaille. In Glasgow wurde er bei der U23-Weltmeisterschaft im Jahr 2007 Zweiter mit dem Achter. 
Der 1,98 Meter große Neumann nahm an den Olympischen Spielen 2008 teil. Der im SC Magdeburg aktive, war als Ersatz eingeteilt und kam dann, nachdem Toni Seifert und Filip Adamski krankheitsbedingt nicht antreten konnten, im Halbfinale des Vierers ohne Steuermann zum Einsatz. Mit dem dritten Platz im Halbfinallauf gelang die Qualifizierung für das Finale. Aufgrund einer Erkrankung konnte Neumann jedoch am Finallauf nicht teilnehmen.
Die Europameisterschaften in Athen im gleichen Jahr schloss er mit einem vierten Platz im Achter ab. Neumann nahm auch 2009 an den U23-Weltmeisterschaften teil und errang im tschechischen Ratschitz Silber im Achter. 2010 erzielte er Gold im Achter bei der U23-Weltmeisterschaft in Brest. 
Bei den Europameisterschaften 2011 im bulgarischen Plowdiw startete er ebenfalls im Achter und erreichte einen sechsten Platz.
Neumann ist gelernter Sport- und Fitnesskaufmann und lebt in Magdeburg.
2008 durfte sich Neumann in Anerkennung seiner Teilnahme an den Olympischen Spielen 2008 und 2010 für das Erringen des U21-Weltmeistertitels in das Goldene Buch der Stadt Magdeburg eintragen.